# مجلة مصدر طوابع البريد
تأسست مجلة مُصدر طوابع البريد (The Philatelic Exporter) في مايو 1945، وكانت مجلة تجارية تصدر لتجارة الطوابع الدولية. وكانت تصدر شهريًا من قبل مجموعة ستانلي غيبونز التي استحوذت على العنوان في شهر يناير 2009، من استوديوهات التراث المحدودة. وتوقف نشرها في فبراير 2023. وكان المحرر الأخير هو أليسون بويد. وكان من بين المحررين السابقين آرثر ستانسفيلد وتبعه غراهام فيليبس.